# Laura Huhtasaari
Laura Huhtasaari, född 30 mars 1979 i Filpula, är en finländsk politiker (sannfinländare). Hon är ledamot av Europaparlamentet sedan 2019. Hon var ledamot av Finlands riksdag 2015–2019. Hon har arbetat som speciallärare och är pedagogie magister utexaminerad från Jyväskylä universitet. År 2018 fann universitetet att hennes år 2003 godkända avhandling pro gradu till betydande del är plagierad.
Huhtasaari blev invald i riksdagsvalet 2015 med 9 259 röster från Satakunta valkrets.
I augusti 2017 nominerade partistyrelsen Huhtasaari som kandidat i presidentvalet i Finland 2018. Huhtasaari fick 6,9 % av rösterna och kom på tredje plats.
I Europaparlamentsvalet 2019 blev Huhtasaari invald med 92 760 röster från hela landet och ersattes som riksdagsledamot av Petri Huru.

## Utmärkelser
- Riddartecknet av I klass av Finlands Lejons orden,  6 december 2023[8]

[Redigera Wikidata]